# Wietse Jacobs
Wietse Jacobs (Hasselt, 10 juli 1991) is een Belgisch professioneel basketbalspeler. Op het terrein vervult hij de rol van shooting guard en/of small forward. Zijn specialiteit is het lange afstandsschot, de driepunter.

## Jeugdopleiding
Wietse Jacobs genoot zijn jeugdopleiding bij Jaga Radiators Hasselt (tweede klasse basketbal heren België). Hier speelde hij tot en met het seizoen 2009-2010.
Daarnaast behaalde hij ook selecties bij de provinciale en nationale jeugdploegen.

## Carrière
Wietse Jacobs vervolmaakte zijn jeugdopleiding door vanaf het seizoen 2008-2009 aan te sluiten bij het fanion-team van Jaga Radiators Hasselt in tweede klasse basketbal heren België. Na twee seizoenen ging de club failliet en moest hij op zoek naar een nieuwe club.
Cuva Houthalen was een logische keuze. Jacobs speelde hier vier seizoenen en zorgde mee voor de promotie naar de tweede klasse van het basketbal. Hier leerde hij ook coach Brian Lynch kennen die hem later meenam naar Limburg United.
Hij zette na zijn hogere studies in 2014 samen met de andere Limburgers Hans Vanwijn en Jonas Delalieux de stap naar de allerhoogste divisie in het Belgische basketbal bij de nieuwe Limburgse club Limburg United.
Hier speelde hij als beloftevolle speler met een dubbele affiliatie bij de Limburgse clubs Limburg United (Scoore! League) en BBC Lommel (tweede klasse basketbal heren België).
Jacobs speelde in 2021 ondertussen al 7 seizoenen bij BBC Lommel. Hij had een groot aandeel in de promotie van deze club uit derde nationale richting tweede klasse basketbal heren België.

## Clubs
- Jaga Radiators Hasselt (tweede klasse basketbal heren België): 2000-2010
- Cuva Houthalen (tweede klasse basketbal heren België): 2010-2014
- Limburg United (Scoore! League) 2014-2015[7]
- BBC Lommel (tweede klasse basketbal heren België): 2014-heden[8]

## Varia
- Wietse Jacobs is de zoon van tv-commentator Dirk Jacobs (Belgacom five!, Sporza).
- Hij heeft twee broers die ook basketbal spelen.